# Callyspongia pseudofibrosa
Callyspongia pseudofibrosa är en svampdjursart som först beskrevs av Desqueyroux-Faúndez 1984.  Callyspongia pseudofibrosa ingår i släktet Callyspongia och familjen Callyspongiidae.
Artens utbredningsområde är Nya Kaledonien. Inga underarter finns listade i Catalogue of Life.